# Ахо, Себастьян (шведский хоккеист)
Себастьян Ахо(швед. Sebastian Aho; род. 17 февраля 1996, Умео) — шведский хоккеист, защитник клуба «Питтсбург Пингвинз».

## Карьера

### Клубная
Начал карьеру на родине, играя за «Шеллефтео», с которым в 2014 году стал чемпионом страны. Был выдвинут на драфт НХЛ 2014 года, но не был выбран и вернулся в «Шеллефтео», в котором играл до 2017 года.
На драфте НХЛ 2017 года был выбран в 5-м раунде под общим 139-м номером клубом «Нью-Йорк Айлендерс». 5 июля 2017 года подписал с командой трёхлетний контракт новичка. После подписания контракта он был переведён в фарм-клуб «Бриджпорт Айлендерс», в составе которого начал готовиться к новому сезону.
31 декабря 2017 года дебютировал в НХЛ в матче с «Колорадо Эвеланш», в котором «лавины» выиграли 6:1. 7 января 2018 года в матче с «Нью-Джерси Девилз» забросил первую шайбу в карьере и отдал голевую передачу и помог выиграть своей команде со счётом 5:4 в серии буллитов.
6 октября 2020 года переподписал контракт с командой сроком на два года.
10 июля 2022 года продлил контракт с клубом на два года.
2 июля 2024 года в качестве свободного агента подписал двухлетний контракт с «Питтбсург Пингвинз» на сумму $1,55 млн.

### Международная
В составе юниорской сборной Швеции играл на ЮЧМ-2013 и ЮЧМ-2014; на этих двух турнирах шведы остались без медалей.
В составе молодёжной сборной играл на МЧМ-2015; на турнире шведы остались без медалей.